# کازیرآباد
کازیرآباد (به لاتین: Kazirabad) یک منطقهٔ مسکونی در بنگلادش است که در ناحیه برگونه واقع شده‌است.